# Educación en Barbados
La educación en Barbados sigue principalmente el modelo educativo británico.
El acceso a la educación primaria y secundaria en el país caribeño es gratuito y obligatorio.  Aunque de acuerdo a la Unesco la tasa de alfabetización nacional está por encima del 90%, un porcentaje de la población sigue enfrentando dificultades para asistir a la escuela debido a la pobreza. Además el sistema educativo no ha sido adaptado para los niños con capacidades especiales.
A partir de 2000, el gobierno inició el Programa de Mejora del Sector Educativo, denominado EduTech 2000. Este proyecto de 213 millones de dólares fue financiado por el Gobierno de Barbados (45%), el Banco Interamericano de Desarrollo (40% y el Banco de Desarrollo del Caribe (15%).
En 2017, el 12,88% del gasto público de Barbados fue destinado a educación, mientras que hace una década el porcentaje era del 16,62%.